# Історичні назви В'єтнаму
Країна в'єтів (титульний етнос В'єтнаму) і в'єтнамців (усе населення) називалося в різні епохи різними назвами.

## Офіційні назви
Ці назви зустрічаються у документах та дипломатичних угодах.
| Зображення | Українська назва                 | Назви іншими мовами                                                          | Час існування       | Опис |
| ---------- | -------------------------------- | ---------------------------------------------------------------------------- | ------------------- | --- |
|            | Ванланг                          | в'єт. Văn Lang, кит.: 文郎                                                   | 2524–258 до н. е.   | Країна в'єтів, що управлялася династією Хонг-банг з столицею в Фонгтяу (в'єт. Phong Châu) |
| -          | Аулак                            | в'єт. Âu Lạc                                                                 | 257–179 до н. е.    | Країна, що виникла після об'єднання королем Ан Зионг-вионгом територій країни Ванланг та інших. Столиця знаходилася в Цитаделі Колоа (Cổ Loa). |
|            | Намв'єт                          | в'єт. Nam Việt                                                               | 204–111 до н. е.    | Королівство на території північного В'єтнаму і південно-східного Китаю (провінції Ґуандун и Ґуансі). Столиця знаходилася у місті Панью. |
|            | Вансуан                          | в'єт. Van Xuân                                                               | 544–602 н. е.       | Країна заснована династією Рання Лі, яка правила у В'єтнамі у 544—602 роках. Її засновник Лі Бі отримав титул «Південного імператора» (Лі Нам Де) і назвав Вансуан («десять тисяч весен»). Столицею було місто Лонгб'єн, що було розташоване на місці сучасного Ханоя.                                                                                             |
|            | Дайков'єт                        | в'єт. Đại Cồ Việt                                                            | 968–1400 н. е.      | Країна спочатку називалася Дайков'єт в честь Будди Гуатами — «Великий буддистський В'єт». У 1010 році Лі Тхай То, засновник династії Лі, скоротив назву країни до Дайв'єт і переніс столицю у Ханойську цитадель. |
|            | Дайнгу                           | в'єт. Đại Ngu                                                                | 1400–1407 н. е.     | Засновник династії Хо змінив назву країни з Дайв'єт на Дайнгу. |
|            | Королівство В'єтнам              | в'єт. Việt Nam Quốc                                                          | 1804–1839 н. е.     | Країна заснована королем Зя Лонгом з столицею в Хюе. В'єтнамом його називали китайці, тоді як інші країни називали Дайв'єтнам (дослівно «Великий В'єт Південь»). |
|            | Королівство Дайнам               | в'єт. Đại Nam Quốc                                                           | 1839–1945 н. е.     | Імператор Мінь Манг скоротив назву країни до Дайнам, що дослівно перекладалося як «Великий Південь». З 1885—1945 роки перебувала під протекторатом Франції, поділена на дві території Аннам та Тонкін, тоді як Кохінхіна стала французькою колонією. |
|            | Кохінхіна                        | в'єт. Nam Kỳ фр. Cochinchine                                                 | 1864–1949 н. е.     | Область Південного В'єтнаму, захоплена Францією і перетворення у окрему французьку колонію. У 1949 об'єдналася з Республікою Південний В'єтнам |
|            | В'єтнамська імперія              | в'єт. Đế quốc англ. Empire of Vietnam                                        | 1945–1945 н. е.     | Держава у В'єтнамі, що виникла наприкінці Другої світової війни й існувала з 11 березня по 23 серпня 1945 року. Столицею В'єтнамської імперії було місто Хюе. |
|            | Демократична Республіка В'єтнам  | в'єт. Việt Nam Dân Chủ Cộng Hòa англ. Democratic Republic of Vietnam (North) | 1945–1975 н. е.     | Комуністичний з 2 вересня 1945 року до 7 травня 1954 року неофіційно керував великою частиною території В'єтнаму. Після поразки французів під час Битви при Дьєнб'єнфу та Женевського договору у 1954 офіційно управляв територією на північ від 17-ї паралелі. Столицею Північного В'єтнаму було місто Ханой.                                                     |
|            | Держава В'єтнам                  | в'єт. Quốc gia Việt Nam англ. Republic of Vietnam                            | 1949–1955 рр        | Французи не хотіли віддавати південні території колишньої колонії Кохінхіна. Тому у 1949 році за підтримки французів на Півдні В'єтнаму була проголошена держава, формальним правителем якого був імператор Бао Дай. Держава В'єтнам претендувала на всю території В'єтнаму, проте фактично північ контролювався комуністами В'єтмінь. Столицею країни був Сайгон. |
|            | Республіка В'єтнам               | в'єт. Việt Nam Cộng Hòa англ. Republic of Vietnam                            | 1955—1975 рр        | Країна, що виникла на місці Держави В'єтнам після розділення В'єтнаму за Женевським договором та вигнання імператора. Держава В'єтнам була перетворена на республіку і першим президентом обрано Нго Дінь З'єма. Столицею країни залишився Сайгон. |
|            | Республіка Південний В'єтнам     | в'єт. Cộng Hòa Miền Nam Việt Nam англ. Republic of South Vietnam             | 1975—1976 рр        | Тимчасове державне утворення, що було сформовано комуністами ще в 1969 році, як альтернативу уряду прозахідної Республіки В'єтнам. Реальну владу вони отримали лише у 1975 році після захоплення усієї території Південного В'єтнаму. |
|            | Соціалістична Республіка В'єтнам | в'єт. Cộng hòa xã hội chủ nghĩa Việt Nam англ. Socialist Republic of Vietnam | від 1976 р. дотепер | Країна, що утворилася після об'єднання країн Демократична Республіка В'єтнам та Республіка Південний В'єтнам. У 1976 була прийнята нова конституція Соціалістичної Республіки В'єтнам (СРВ), а Сайгон перейменовано на Хошимін. Столицею країни є Ханой. |

## Інші державні утворення
Держава в'єтів поглинула території, що належали іншим етносам. Наприклад у народу чами в VII—XVII столітті існувала розвинута держава Чампа. Ця країна зазнала з півночі навали в'єтів (Дайв'єт); близько 1470 року було завойоване головне місто Чампа — Віджайя, а в кінці XVII століття — останнє князівство Чампа, Пандуранга, стало васалом В'єтмионгських імператорів. В 1832 році Дайв'єт поглинув останні території того, що було Чампою.